# Donald Dell
Donald Lundy Dell (Savannah, 17 giugno 1938) è un procuratore sportivo, ex tennista e telecronista sportivo statunitense.
È uno dei fondatori dell'ATP ed è stato introdotto nell'International Tennis Hall of Fame nel 2009.

## Biografia
È il fratello maggiore di Dick Dell a sua volta un tennista professionista, da giovane ha frequentato l'università di Yale dove è stato per tre volte un All-American e ha raggiunto le finali NCAA.

## Carriera

### Giocatore
È sceso in campo nel periodo antecedente l'era Open, durante gli U.S. National Championships 1961 è avanzato fino ai quarti di finale dove è stato eliminato in quattro set da Rod Laver. Ha ottenuto buoni risultati nel Tri-State Championships, è avanzato fino alle semifinali nel 1958 e l'anno successivo si è spinto fino all'incontro per il titolo dove si è arreso a Whitney Reed.
Ha fatto parte della squadra statunitense di Coppa Davis nel 1961 e nel 1963 vincendo tre incontri e perdendone uno, è stato inoltre capitano della selezione statunitense che ha conquistato la coppa Davis nel 1968 e 1969.

### Procuratore, imprenditore e altre attività fuori dal campo
È considerato il primo agente sportivo nel mondo del tennis, durante la sua carriera ha rappresentato grandi tennisti statunitensi quali Arthur Ashe, Stan Smith, Jimmy Connors e Ivan Lendl, è stato l'artefice dell'accordo tra Smith e Adidas per l'iconica scarpa che porta il suo nome.
Nel 1972 è stato insieme a Jack Kramer e Cliff Drysdale uno dei tre fondatori dell'ATP, durante gli anni 1970-'80 è stato commentatore sportivo prima per la PBS e poi per NBC insieme a grandi nomi quali Bud Collins e Barry MacKay.